# Ischnomesus planus
Ischnomesus planus är en kräftdjursart som beskrevs av Wolff 1962. Ischnomesus planus ingår i släktet Ischnomesus och familjen Ischnomesidae. Inga underarter finns listade i Catalogue of Life.